# Tom Bradby
Thomas Matthew Bradby (Malta, 13 de enero de 1967) es un periodista y novelista británico que actualmente presenta ITV News at Ten . Anteriormente, era el editor político de ITV News entre 2005 y 2015,y presentó The Agenda with Tom Bradby, un programa de discusión política, entre 2012 y 2016.

## Familia y educación
Su padre sirvió en la marina real y así nació en Malta en 1967. Es hijo único, y describe a ambos padres como ejemplares. Tras un breve período en Irlanda del Norte, durante que creció en Newry y Bangor, se mudó a Gran Bretaña, donde creció en Bracknell. Fue educado de forma privada en Westbourne House School y Sherborne School, antes de estudiar historia en la Universidad de Edimburgo.

## Carrera
Bradby ha trabajado en ITN, desde 1990, cuando se unió a la organización como aprendiz editorial. Se convirtió después en productor del editor político de ITV, Michael Brunson, en 1992.
De 1993 a 1996, Bradby fue corresponsal de ITV en Irlanda, informando sobre acontecimientos como el proceso de paz de Irlanda del Norte, el alto el fuego del IRA, y la visita de Bill Clinton a Irlanda en noviembre de 1995. Posteriormente, Bradby se convirtió en corresponsal de ITV en Asia de 1999 a 2001. En octubre de 1999, se lastimó mientras cubría los disturbios en Yakarta contra el nuevo presidente electo, Abdurrahman Wahid.
Bradby regresó a Gran Bretaña y comenzó una temporada como corresponsal real, cubriendo una serie de historias claves, incluido el Jubileo de Oro de la Reina Isabel II, así como las muertes de Isabel, la Reina Madre y la Princesa Margarita. Se convirtió en editor sobre el Reino Unido y en editor político, cargo que asumió en 2005.
El 16 de noviembre de 2010, Bradby llevó a cabo la primera entrevista oficial del príncipe Guillermo y Kate Middleton en el Palacio de St James después de que se anunciase el compromiso de la pareja. Se informó que Bradby fue elegido específicamente para realizar la entrevista debido a una relación con el Príncipe William. Posteriormente asistió a su boda como invitado. En 2021, se informó que el príncipe William había interrumpido a Bradby por "tomar partido de Harry" después del alejamiento de Meghan y Harry. Bradby hubo trabajado en un documental de la BBC de 2016 sobre la obra benéfica del príncipe Harry en Lesoto y llegó a conocerlo bastante íntimamente.
Desde entonces, Bradby ha pasado de reportero a presentador de una variedad de programas: en febrero de 2012, ITV lanzó un programa semanal de debate político, The Agenda, presentado por Bradby; en agosto de 2013, Bradby presentó por primera vez una edición de News at Ten; y en mayo de 2015 presentó la cobertura principal de ITV de las elecciones generales de 2015. En octubre de 2015, Bradby asumió el cargo de presentador principal de noticias del progrmama News at Ten.
En junio de 2016, Bradby dirigió la cobertura directa del referéndum de la pertenencia a la UE de 2016 para ITV News.
En noviembre de 2020, Bradby dirigió la cobertura nocturna de las elecciones presidenciales de EE. UU. para ITV News, directo desde Washington D. C.
El 17 de abril de 2021, Bradby presentó la cobertura de ITV sobre el funeral del príncipe Felipe, junto con Julie Etchingham.
La entrevista de Bradby con el príncipe Harry, Harry: The Interview, se transmitió el 8 de enero de 2023 antes de la publicación de las memorias de Harry, En la sombra.
El 6 de mayo de 2023, Bradby presentó con Julie Etchingham la cobertura de ITV de la coronación del rey Carlos III y la reina Camilla.

## Publicaciones
Bradby ha escrito diez novelas:
- Shadow Dancer ("Bailarina de las sombras", 1998) ISBN 0-552-14586-6
- The Sleep of the Dead ("El sueño de los muertos", 2001) ISBN 0-552-14587-4
- The Master of Rain ("El maestro de la lluvia", 2002) ISBN 0-552-14746-X
- The White Russian ("El ruso blanco", 2003) ISBN 0-552-14900-4
- The God of Chaos ("El dios del caos", 2004) ISBN 0-593-05267-6
- Blood Money ("Dinero sangriento", 2009) ISBN 0-552-15308-7
- Secret Service ("Servicio secreto", 2019) ISBN 9781787632035
- Double Agent ("Agente doble", 2020) ISBN 9781787632370
- Triple Cross (2021) ISBN 9780552177863
- Yesterday's Spy ("El espía de ayer", 2022) ISBN 9780552175548

Shadow Dancer fue adaptada por Bradby a una películo, llamada Agente doble, protagonizada por Clive Owen y Andrea Riseborough en 2012.
Bradby escribió el drama de ITV,The Great Fire, transmitido en 2014.

## Vida personal
En 1994, Bradby se casó con Claudia, la hija del vicealmirante Sir Nicholas Hill-Norton. Bradby vive en Houghton, con Claudia, una diseñadora de joyas, y sus tres hijos. Bradby declaró en 2007 que es apolítico y no tiene un "conjunto coherente de opiniones políticas". La pareja asistió a título personal a las dos bodas individuales de los Príncipes William y Harry. Kate Middleton colaboró profesionalmente con Claudia en un diseño de joyería.